# Motomondiale 1986
La stagione 1986 è stata la trentottesima del motomondiale e come negli anni immediatamente precedenti le prove in calendario furono 12; venne però soppresso l'unico gran premio non europeo, quello del Sudafrica, per problemi derivanti dalla situazione dell'apartheid in quella nazione. L'ultima gara della stagione fu la prima ed unica edizione del "Gran Premio del Baden-Württemberg", ospitato sull'Hockenheimring, dove peraltro non corsero le cilindrate maggiori.

## Il contesto
Nessuna modifica venne introdotta in merito al punteggio e alla loro assegnazione; nessuna classe disputò tutte e 12 i gran premi in calendario mentre furono quattro le occasioni in cui corsero tutte le classi.
Secondo titolo mondiale in classe 500 per Eddie Lawson. Dopo aver dominato la stagione 1985, infatti, Freddie Spencer iniziò ad essere affetto dalla sindrome del tunnel carpale, il talentuoso pilota statunitense non vincerà più un Gran Premio. A diventare prima guida in casa Honda fu l'australiano Wayne Gardner, secondo in graduatoria; terzo Randy Mamola con la Yamaha del team di Kenny Roberts.
In classe 250, secondo titolo per il venezuelano Carlos Lavado, vincitore di sei delle undici gare disputatesi.
Nella classe 125 la lotta tra i compagni di squadra Fausto Gresini e Luca Cadalora andò a favore del secondo. Nella classe 80 Jorge Martínez fermò la striscia di vittorie di Stefan Dörflinger, riportando l'iride alla Derbi. A fine stagione Ángel Nieto annunciò il ritiro, dopo 23 stagioni di corse e 90 gare vinte nel motomondiale.
Nei sidecar, terzo titolo per l'olandese Egbert Streuer, che come la stagione precedente terminò il mondiale con gli stessi punti del secondo classificato, il francese Alain Michel, il quale perse il titolo all'ultimo GP a causa del casco male allacciato.
Tra gli avvenimenti dell'anno da registrare anche la nascita dell'IRTA (International Road Racing Teams Association) che avrebbe dovuto rappresentare gli interessi delle maggiori squadre e porsi come interlocutrice nei confronti della FIM e degli organizzatori dei gran premi.

## Il calendario
| Data Resoconto         | Gran Premio (Circuito)                             | Vincitori          | Vincitori          | Vincitori        | Vincitori     | Vincitori                         | Vincitori |
| Data Resoconto         | Gran Premio (Circuito)                             | classe 80          | classe 125         | classe 250       | classe 500    | sidecar                           |           |
| 4 maggio Resoconto     | GP di Spagna (Jarama)                              | Jorge Martínez     | Fausto Gresini     | Carlos Lavado    | Wayne Gardner |                                   |           |
| 18 maggio Resoconto    | GP delle Nazioni (Monza)                           | Stefan Dörflinger  | Fausto Gresini     | Anton Mang       | Eddie Lawson  |                                   |           |
| 25 maggio Resoconto    | GP della Germania Ovest (Nürburgring)              | Manuel Herreros    | Luca Cadalora      | Carlos Lavado    | Eddie Lawson  | Egbert Streuer Bernard Schnieders |           |
| 8 giugno Resoconto     | GP d'Austria (Salisburgo)                          | Jorge Martínez     | Luca Cadalora      | Carlos Lavado    | Eddie Lawson  | Egbert Streuer Bernard Schnieders |           |
| 15 giugno Resoconto    | GP di Jugoslavia (Fiume)                           | Jorge Martínez     |                    | Sito Pons        | Eddie Lawson  |                                   |           |
| 28 giugno Resoconto    | GP d'Olanda (Assen)                                | Jorge Martínez     | Luca Cadalora      | Carlos Lavado    | Wayne Gardner | Alain Michel Jean-Marc Fresc      |           |
| 6 luglio Resoconto     | GP del Belgio (Spa)                                |                    | Domenico Brigaglia | Sito Pons        | Randy Mamola  | Steve Webster Tony Hewitt         |           |
| 20 luglio Resoconto    | GP di Francia (Le Mans)                            |                    | Luca Cadalora      | Carlos Lavado    | Eddie Lawson  | Egbert Streuer Bernard Schnieders |           |
| 3 agosto Resoconto     | GP di Gran Bretagna (Silverstone)                  | Ian McConnachie    | August Auinger     | Dominique Sarron | Wayne Gardner | Egbert Streuer Bernard Schnieders |           |
| 10 agosto Resoconto    | GP di Svezia (Anderstorp)                          |                    | Fausto Gresini     | Carlos Lavado    | Eddie Lawson  | Alain Michel Jean-Marc Fresc      |           |
| 24 agosto Resoconto    | GP di San Marino (Misano Adriatico)                | Pier Paolo Bianchi | August Auinger     | Tadahiko Taira   | Eddie Lawson  |                                   |           |
| 28 settembre Resoconto | Gran Premio del Baden-Württemberg (Hockenheimring) | Gerhard Waibel     | Fausto Gresini     |                  |               | Egbert Streuer Bernard Schnieders |           |

## Sistema di punteggio e legenda
| Pos.  | 1  | 2  | 3  | 4 | 5 | 6 | 7 | 8 | 9 | 10 | 11> |
| ----- | -- | -- | -- | - | - | - | - | - | - | -- | --- |
| Punti | 15 | 12 | 10 | 8 | 6 | 5 | 4 | 3 | 2 | 1  | 0   |

## Le classi

### Classe 500
| Pos. | Costruttore | Punti |
| ---- | ----------- | ----- |
| 1    | Yamaha      | 154   |
| 2    | Honda       | 123   |
| 3    | Suzuki      | 27    |
| 4    | Elf         | 18    |
| 5    | Cagiva      | 4     |

La classe regina fu presente in tutte le occasioni ad eccezione dell'ultima gara disputatasi in Baden-Württemberg; al termine delle 11 prove e grazie a 7 vittorie, il titolo piloti fu di Eddie Lawson su Yamaha che precedette Wayne Gardner su Honda (che ottenne 3 vittorie) e Randy Mamola nuovamente su Yamaha (che ottenne un unico successo). Quest'ultimo tra l'altro corse in una squadra il cui team manager era il pluriiridato della stessa categoria Kenny Roberts.
Dopo aver segnato la pole position nelle prove, durante il primo gran premio stagionale in Spagna Freddie Spencer (detentore del titolo dell'anno precedente) si ritirerà per i dolori causati dalla tendinite e non otterrà più risultati di rilievo nella stagione; proprio in Spagna si vide anche la prima vittoria di Gardner in un gran premio.
Perdurando l'assenza in forma ufficiale della Suzuki, le prime posizioni della classifica furono quasi tutte occupate da piloti Honda e Yamaha; l'unica altra casa ad apparire in classifica fu la Cagiva, con la C10 condotta da Juan Garriga che giunse al 17º posto.

Classifica piloti (prime 5 posizioni)
| Pos. | Pilota         | Moto   |   |     |   |   |   |     |     |   |    |   |     |    | P.ti |
| ---- | -------------- | ------ | - | --- | - | - | - | --- | --- | - | -- | - | --- | -- | ---- |
| 1    | Eddie Lawson   | Yamaha | 2 | 1   | 1 | 1 | 1 | Rit | 2   | 1 | 3  | 1 | 1   | NE | 139  |
| 2    | Wayne Gardner  | Honda  | 1 | 16  | 2 | 2 | 3 | 1   | 4   | 5 | 1  | 2 | 2   | NE | 117  |
| 3    | Randy Mamola   | Yamaha | 4 | 2   | 6 | 3 | 2 | 2   | 1   | 2 | 5  | 8 | 3   | NE | 105  |
| 4    | Mike Baldwin   | Yamaha | 3 | 3   | 3 | 5 | 5 | 3   | Rit | 4 | 18 | 3 | 4   | NE | 78   |
| 5    | Robert McElnea | Yamaha | 7 | Rit | 4 | 6 | 4 | 4   | 5   | 6 | 4  | 4 | Rit | NE | 60   |
| Pos. | Pilota         | Moto   |   |     |   |   |   |     |     |   |    |   |     |    | P.ti |

| Legenda                                                                        | 1º posto        | 2º posto        | 3º posto | A punti      | Senza punti        | Grassetto=Pole position Corsivo=Giro più veloce |
| Legenda                                                                        | Gara non valida | Non qualificato | Ritirato | Squalificato | "-" Dato non disp. | Grassetto=Pole position Corsivo=Giro più veloce |
| Fonte dei dati: motogp.com, racingmemo.free.fr, autosport.com, jumpingjack.nl. |                 |                 |          |              |                    |                                                 |

### Classe 250
| Pos. | Costruttore | Punti |
| ---- | ----------- | ----- |
| 1    | Honda       | 142   |
| 2    | Yamaha      | 136   |
| 3    | Armstrong   | 28    |
| 4    | Parisienne  | 21    |
| 5    | Garelli     | 12    |
| 6    | Cobas       | 9     |
| 7    | Aprilia     | 7     |
| 8    | Chevallier  | 7     |
| 9    | Rotax       | 1     |

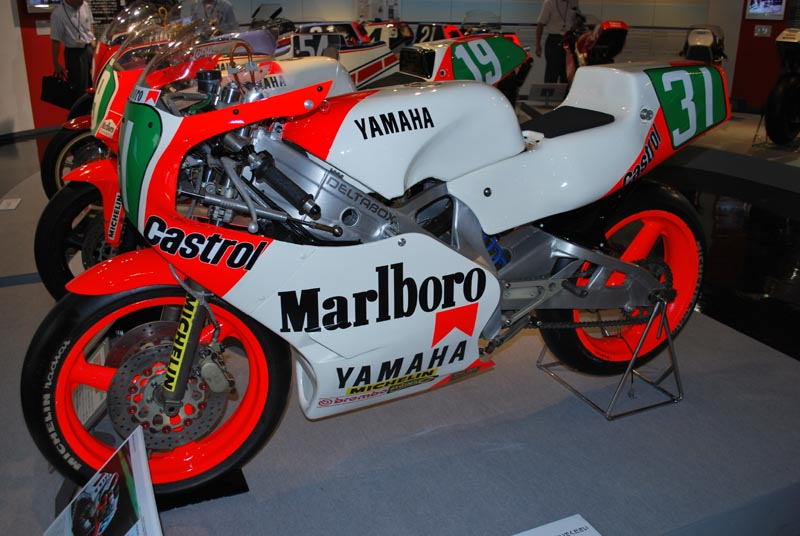
La Yamaha YZR 250 di Tadahiko Taira.

Come già la classe 500, anche la quarto di litro non fu presente nell'ultima prova del campionato e, sempre come nella classe maggiore, si dovette trovare un nuovo campione iridato visto che il detentore del titolo Freddie Spencer non poteva difenderlo.
Dopo 11 prove il titolo fu di Carlos Lavado su Yamaha davanti a quattro Honda con Sito Pons in seconda posizione e Dominique Sarron (fratello di Christian che aveva ottenuto il titolo di questa classe solo due anni prima) in terza posizione.
Le vittorie nei singoli gran premi furono per 6 volte di Lavado e per 2 di Pons; ottennero invece una vittoria ciascuno Sarron e Anton Mang su Honda, Tadahiko Taira su Yamaha. Il titolo riservato ai costruttori fu della Honda.

Classifica piloti (prime 5 posizioni)
| Pos. | Pilota              | Moto   |    |   |     |    |     |   |     |   |     |     |     |    | P.ti |
| ---- | ------------------- | ------ | -- | - | --- | -- | --- | - | --- | - | --- | --- | --- | -- | ---- |
| 1    | Carlos Lavado       | Yamaha | 1  | 2 | 1   | 1  | Rit | 1 | Rit | 1 | 2   | 1   | Rit | NE | 114  |
| 2    | Sito Pons           | Honda  | 3  | 5 | Rit | 5  | 1   | 3 | 1   | 2 | 3   | 2   | 2   | NE | 108  |
| 3    | Dominique Sarron    | Honda  | 16 | 7 | 11  | 6  | 3   | 7 | 4   | 3 | 1   | 5   | 3   | NE | 72   |
| 4    | Anton Mang          | Honda  | 2  | 1 | 2   | NQ | Rit | 2 | 18  | 5 | Rit | Rit | 4   | NE | 65   |
| 5    | Jean-François Baldé | Honda  | 8  | 3 | 4   | 3  | 2   | 9 | Rit | 4 | Rit | 3   | Rit | NE | 63   |
| Pos. | Pilota              | Moto   |    |   |     |    |     |   |     |   |     |     |     |    | P.ti |

| Legenda                                                                        | 1º posto        | 2º posto        | 3º posto | A punti      | Senza punti        | Grassetto=Pole position Corsivo=Giro più veloce |
| Legenda                                                                        | Gara non valida | Non qualificato | Ritirato | Squalificato | "-" Dato non disp. | Grassetto=Pole position Corsivo=Giro più veloce |
| Fonte dei dati: motogp.com, racingmemo.free.fr, autosport.com, jumpingjack.nl. |                 |                 |          |              |                    |                                                 |

### Classe 125
| Pos. | Costruttore | Punti |
| ---- | ----------- | ----- |
| 1    | Garelli     | 150   |
| 2    | MBA         | 104   |
| 3    | Ducados     | 80    |
| 4    | LCR         | 60    |
| 5    | Tunturi     | 33    |
| 6    | Zanella     | 26    |
| 7    | Sanvenero   | 18    |
| 8    | Assmex      | 16    |
| 9    | Real        | 5     |
| 10   | Starol      | 2     |

Anche la classe 125 disputò il campionato su 11 prove, non essendo presente in occasione del Gran Premio motociclistico di Jugoslavia.
La fecero da padrone le due Garelli ufficiali di Luca Cadalora e Fausto Gresini che si imposero in 8 occasioni (quattro per ciascun pilota) con i due piloti arrivati nell'ordine precedendo la Ducados di Domenico Brigaglia e componendo un podio composto da soli piloti italiani.

Classifica piloti (prime 5 posizioni)
| Pos. | Pilota             | Moto        |     |     |     |     |    |     |     |     |     |     |     |   | P.ti |
| ---- | ------------------ | ----------- | --- | --- | --- | --- | -- | --- | --- | --- | --- | --- | --- | - | ---- |
| 1    | Luca Cadalora      | Garelli     | 4   | 4   | 1   | 1   | NE | 1   | Rit | 1   | 3   | 2   | 2   | 2 | 122  |
| 2    | Fausto Gresini     | Garelli     | 1   | 1   | 2   | Rit | NE | 2   | 4   | 2   | Rit | 1   | 3   | 1 | 114  |
| 3    | Domenico Brigaglia | Ducados-MBA | 2   | Rit | Rit | 5   | NE | 4   | 1   | 5   | 2   | 3   | 5   | 6 | 80   |
| 4    | August Auinger     | MBA         | Rit | 3   | 25  | Rit | NE | Rit | Rit | 3   | 1   | Rit | 1   | 3 | 60   |
| 5    | Ezio Gianola       | MBA         | 3   | Rit | 3   | 2   | NE | 3   | 6   | Rit | 9   | Rit | Rit | 4 | 57   |
| Pos. | Pilota             | Moto        |     |     |     |     |    |     |     |     |     |     |     |   | P.ti |

| Legenda                                                                        | 1º posto        | 2º posto        | 3º posto | A punti      | Senza punti        | Grassetto=Pole position Corsivo=Giro più veloce |
| Legenda                                                                        | Gara non valida | Non qualificato | Ritirato | Squalificato | "-" Dato non disp. | Grassetto=Pole position Corsivo=Giro più veloce |
| Fonte dei dati: motogp.com, racingmemo.free.fr, autosport.com, jumpingjack.nl. |                 |                 |          |              |                    |                                                 |

### Classe 80
Nella classe di minor cilindrata del mondiale le prove disputate furono solo 9 e il campionato visse anche in questo caso sul duello di due piloti della stessa casa motociclistica, in questo caso la spagnola Derbi che piazzò Jorge Martínez (vincitore di quattro gran premi e già secondo l'anno precedente) al primo posto e Manuel Herreros (con un successo) al secondo. Giunse solamente al terzo posto il detentore del titolo, lo svizzero Stefan Dörflinger su Krauser.
Classifica piloti (prime 5 posizioni)
| Pos. | Pilota            | Moto         |    |   |     |   |     |   |    |    |   |    |   |     | P.ti |
| ---- | ----------------- | ------------ | -- | - | --- | - | --- | - | -- | -- | - | -- | - | --- | ---- |
| 1    | Jorge Martínez    | Derbi        | 1  | 2 | Rit | 1 | 1   | 1 | NE | NE | 3 | NE | 2 | Rit | 94   |
| 2    | Manuel Herreros   | Derbi        | 3  | 3 | 1   | 2 | Rit | 2 | NE | NE | 4 | NE | 3 | 4   | 85   |
| 3    | Stefan Dörflinger | Krauser      | 9  | 1 | 2   | 5 | 2   | 5 | NE | NE | 2 | NE | 6 | 2   | 82   |
| 4    | Hans Spaan        | HuVo-Casal   | 18 | 7 | 6   | 4 | 5   | 3 | NE | NE | 5 | NE | 4 | 3   | 57   |
| 5    | Gerhard Waibel    | Real-Krauser | 7  | 4 | 5   | 7 | 9   | 6 | NE | NE | 6 | NE | 9 | 1   | 51   |
| Pos. | Pilota            | Moto         |    |   |     |   |     |   |    |    |   |    |   |     | P.ti |

| Legenda                                                                        | 1º posto        | 2º posto        | 3º posto | A punti      | Senza punti        | Grassetto=Pole position Corsivo=Giro più veloce |
| Legenda                                                                        | Gara non valida | Non qualificato | Ritirato | Squalificato | "-" Dato non disp. | Grassetto=Pole position Corsivo=Giro più veloce |
| Fonte dei dati: motogp.com, racingmemo.free.fr, autosport.com, jumpingjack.nl. |                 |                 |          |              |                    |                                                 |

### Classe sidecar
Come già accaduto l'anno precedente i primi due equipaggi terminarono la stagione a parità di punti; il titolo venne assegnato a Egbert Streuer e Bernard Schnieders per il maggior numero di successi, 5 vittorie contro le 2 ottenute da Alain Michel e Jean-Marc Fresc.
Classifica equipaggi (prime 5 posizioni)
| Pos. | Pilota                                      | Moto       |    |    |   |   |    |   |   |   |   |   |    |   | P.ti |
| ---- | ------------------------------------------- | ---------- | -- | -- | - | - | -- | - | - | - | - | - | -- | - | ---- |
| 1    | Egbert Streuer/Bernard Schnieders           | LCR-Yamaha | NE | NE | 1 | 1 | NE | - | - | 1 | 1 | - | NE | 1 | 75   |
| 2    | Alain Michel/Jean-Marc Fresc                | LCR-Yamaha | NE | NE | 6 | 3 | NE | 1 | 2 | 2 | - | 1 | NE | 5 | 75   |
| 3    | Steve Webster/Tony Hewitt                   | LCR-Yamaha | NE | NE | - | 2 | NE | 2 | 1 | 3 | 2 | - | NE | 3 | 71   |
| 4    | Markus Egloff/Urs Egloff                    | LCR-Yamaha | NE | NE | 7 | 6 | NE | 4 | 6 | 6 | 3 | 2 | NE | 9 | 51   |
| 5    | Masato Kumano/Helmut Diehl                  | LCR-Yamaha | NE | NE |   | 9 | NE | 3 | 8 | 5 | 5 | 5 | NE | 6 | 38   |
| -    | Alfred Zurbrügg/Martin Zurbrügg-Adolf Hänni | LCR-Yamaha | NE | NE | 4 | 7 | NE | 9 | - | 4 | 4 | - | NE | 4 | 38   |
| Pos. | Pilota                                      | Moto       |    |    |   |   |    |   |   |   |   |   |    |   | P.ti |

| Legenda                                                                        | 1º posto        | 2º posto        | 3º posto | A punti      | Senza punti        | Grassetto=Pole position Corsivo=Giro più veloce |
| Legenda                                                                        | Gara non valida | Non qualificato | Ritirato | Squalificato | "-" Dato non disp. | Grassetto=Pole position Corsivo=Giro più veloce |
| Fonte dei dati: motogp.com, racingmemo.free.fr, autosport.com, jumpingjack.nl. |                 |                 |          |              |                    |                                                 |